# Зубков Віктор Олексійович (баскетболіст)
Зубков Віктор Олексійович (24 квітня 1937 — 16 жовтня 2016) — радянський баскетболіст.
Срібний призер Олімпійських Ігор 1956, 1960 років.
Бронзовий призер Чемпіонату світу 1963 року.
Чемпіон Європи 1957, 1959, 1961 років.